# Gilles Paquet-Brenner
Pour les articles homonymes, voir Paquet et Brenner.
Gilles Paquet-Brenner, né à Paris le 14 septembre 1974, est un réalisateur et scénariste français. 

## Biographie
Fils de la chanteuse d'opéra Ève Brenner, frère de la chanteuse Aude Brenner, Gilles Paquet-Brenner est passionné par le cinéma dès son plus jeune âge. Il fait ses débuts à la réalisation avec le court métrage 13 minutes 13 dans la vie Josh et Anna (1998). Il poursuit deux ans plus tard avec La Marquise, avec Patrick Bruel, Marion Cotillard et Stomy Bugsy. 
Il se fait remarquer en 2001 avec son premier long-métrage, Les Jolies Choses (avec Marion Cotillard, Patrick Bruel, Titoff, Ophélie Winter et Stomy Bugsy), récompensé au festival de Deauville.
En 2003, il signe la comédie policière à succès Gomez et Tavarès (914 513 entrées), dans laquelle on retrouve Stomy Bugsy, Titoff — tous les deux déjà employés par le réalisateur pour Les Jolies Choses — et Jean Yanne.
En 2007, deux de ses films sortent à quelques mois d'intervalle : U.V. avec Laura Smet et Jacques Dutronc et Gomez vs Tavarès, toujours avec Titoff et Stomy Bugsy.
En 2009, il signe son premier film américain, Walled In, avec Pascal Greggory, Mischa Barton et Deborah Kara Unger. Ce film d'horreur à petit budget sort au cinéma au Mexique et en DVD aux États-Unis, mais reste inédit en France.
En 2010 sort Elle s'appelait Sarah, avec Kristin Scott-Thomas, qui est unanimement salué par les critiques du monde entier.[non neutre] Le film est présenté dans plusieurs festivals prestigieux comme le festival de San Sebastian et le Festival international du film de Toronto. Kristin Scott-Thomas est nommée pour son interprétation dans ce long-métrage au César de la meilleure actrice. Le film reçoit le prix du public et Gilles Paquet-Brenner celui du meilleur réalisateur au Festival international du film de Tokyo.
Il écrit et réalise ensuite le thriller Dark Places, d'après le roman de Gillian Flynn Les Lieux sombres. Chloë Grace Moretz, Tye Sheridan et Charlize Theron sont notamment à l'affiche du film sorti en 2015.

## Filmographie

### Cinéma

#### Courts métrages
- 1998 : 13 minutes 13 dans la vie Josh et Anna
- 2000 : Le marquis

#### Longs métrages
- 2001 : Les Jolies Choses
- 2003 : Gomez et Tavarès
- 2007 : U.V.
- 2007 : Gomez vs Tavarès
- 2009 : Les Emmurés (Walled In)
- 2010 : Elle s'appelait Sarah
- 2014 : Dark Places (également scénariste)

### Télévision
- 2021 : À tes côtés
- 2021 : Noël à tous les étages
- 2023 : Noël… et plus si affinités
- 2017 : La Maison biscornue (Crooked House)